# УАБ Блэйзерс (баскетбол)
УАБ Блэйзерс (англ. UAB Blazers) — баскетбольная команда, представляющая университет Алабамы в Бирмингеме (УАБ) в первом баскетбольном мужском дивизионе NCAA. Располагается в Бирмингеме (штат Алабама). Команда выступает в конференции США (C-USA), а домашние матчи проводит в «Бартоу-арене».

## История
Спортивная программа в УАБ была образована в 1978 году с создания мужской баскетбольной команды. Уже с самого начала руководство команды было нацелено на успех, поэтому на пост главного тренера был нанят Джин Бартоу, получивший известность по работе в УКЛА, университете Иллинойса и Мемфиса.. В УАБ Бартоу получил прозвище «Отец спорта в УАБ» и вскоре вывел «Блэйзерс» в турнир NCAA. С момента образования, команда 15 раз участвовала в турнире NCAA, включая три попадания в 1/8 финала и одного выхода в раунд «Элитная восьмёрка». Кроме того, «Блэйзерс» 11 раз участвовали в турнире NIT, где два раза играли в Финале четырёх.

### Принадлежность к конференциям
- 1978—1979, Независимая конференция NCAA D-I
- 1979—1991, Конференция Sun Belt
- 1991—1995, Великая среднезападная конференция
- 1995—н. в., Конференция США

## Достижения
- Четвертьфиналист NCAA: 1982
- 1/8 NCAA: 1981, 1982, 2004
- Участие в NCAA: 1981, 1982, 1983, 1984, 1985, 1986, 1987, 1990, 1994, 1999, 2004, 2005, 2006, 2011, 2015
- Победители турнира конференции: 1982, 1983, 1984, 1987, 2015
- Победители регулярного чемпионата конференции: 1981, 1982, 1990, 1999, 2004, 2011, 2016